# منتدى العلوم الأمريكية المفتوح
منتدى العلوم الأمريكية المفتوح هو أطول منتدى نقاش على الإنترنت يتميز بخاصية الوصول المفتوح (الوصول مجانًا إلى الإنترنت لمطالعة الأبحاث الخاضعة لـمراجعة الأقران). قام بإنشاء هذا المنتدى مجلة العلوم الأمريكية (American Scientist), حيث تولت جمعية سيجما كاي نشره في سبتمبر عام 1998، وقبل أن يتم صياغة مصطلح «الوصول المفتوح» (OA)، كان يطلق عليه في الأصل "منتدى سبتمبر 98". وتمثل أول تركيز لهذا المنتدى على مقال  نُشر في مجلة العلوم الأمريكية حيث اقترح توماس جي وولكر الأستاذ في جامعة فلوريدا أن تقوم المجلات بطرح خاصية الوصول المفتوح للإنترنت بالاعتماد على الرسوم التي يدفعها الكتّاب لهم لشراء طبعاتهم. وتمت دعوة ستيفن هونراد، الذي طرح في عام 1994 فكرة الاقتراح الثوري التي تتضمن قيام كافة الباحثين بإجراء أرشفة ذاتية لأبحاثهم الخاضعة لمراجعة الأقران، لترأس المنتدى، والذي لم يكن من المتوقع أن يستمر لأكثر من بضعة أشهر. وقد استمر هذا المنتدى في التوسع من حيث الحجم والتأثير على مر السنوات وما يزال هو الموقع الذي تنعكس فيه أولاً معظم التطورات الأساسية في نظام الوصول المفتوح، بما في ذلك الأرشفة الذاتية والمستودعات المؤسسية وتأثيرات الاقتباس وقياسات أداء البحث وإصلاح نظام النشر وإصلاح نظام حقوق التأليف والنشر والمجلات مجانية الوصول والتفويضات مجانية الوصول.
في يناير 2012، تحول منتدى العلوم الأمريكية المفتوح إلى المنتدى العالمي المفتوح [المنتدي العالمي المفتوح] (GOAL).

## وصلات خارجية
- American Scientist Open Access Forum Official Site
- Global Open Access Forum Official Site